# Celestus rozellae
Celestus rozellae là một loài thằn lằn trong họ Anguidae. Loài này được Smith mô tả khoa học đầu tiên năm 1942.